# 川橋豊治郎
川橋 豊治郎（かわはし とよじろう、1883年〈明治16年〉12月10日 - 1967年〈昭和42年〉10月30日）は、日本の実業家、政治家。衆議院議員。旧姓・井村。

## 経歴
奈良県北葛城郡新庄町（現・葛城市）生まれ。井村萬三の三男として生まれ、川橋鉄之助の養子となる。1904年（明治37年）、早稲田大学専門部法律科を卒業した。
東西電球取締役、寿重工業取締役、尾平鉱業取締役、東洋硫黄工業取締役などを務めた。
政界では京都市会議員、同参事会員、京都府方面委員などを務めた。1922年（大正11年）1月26日から1925年（大正14年）5月20日まで第21代京都市会副議長を務めた。1932年（昭和7年）2月、第18回衆議院議員総選挙に京都府第1区から立憲民政党所属で出馬して当選。次の第19回総選挙でも再選された。
戦後、1947年（昭和22年）4月、第23回衆議院議員総選挙おいて旧京都1区で日本自由党から出馬して当選し、その後、新自由党に所属して衆議院議員を通算3期務めた。
1948年（昭和23年）12月、昭和電工事件により逮捕されたが、1952年（昭和27年）10月22日の東京地方裁判所判決および1958年（昭和33年）2月11日の東京高等裁判所の判決でも無罪となり、検察側が上告を断念し無罪が確定した。

## 栄典
- 1966年（昭和41年）4月 - 勲三等旭日中綬章[8]

## 著作
- 相馬由也との共著『大野人森田茂』川橋豊治郎、1936年。